# Никитин, Михаил Матвеевич
Михаи́л Матве́евич Ники́тин (1906, с. Ошта, Олонецкая губерния (ныне Вологодская область) — декабрь 1942) — советский историк литературы, писатель.

## Биография
Родился в крестьянской семье. Окончил школу-семилетку, заведовал избой-читальней в родном селе.
В 1924 году был направлен газетой «Красное поле» на учёбу в ленинградский Институт истории искусств, оказался в кругу В. Шкловского, Ю. Тынянова, Б. Эйхенбаума. В 1927 году перевёлся на факультет литературы и искусства МГУ, который закончил в 1931.
В 1928 году познакомился с Н. Харджиевым. После окончания МГУ вернулся в Ленинград, встречался с Ю. Тыняновым и А. Ахматовой, с которой познакомился через Н. Харджиева в 1930 году.
Параллельно с учёбой в университете занимался историей популярной литературы в России, собрал коллекцию лубочных изданий. Готовил материалы для книг В. Шкловского «Матерьял и стиль в романе Л. Толстого „Война и мир“» (1928) и «Матвей Комаров — житель города Москвы» (1929).
Совместно с Т. Грицем и В. Трениным выпустил книгу «Словесность и коммерция. Книжная лавка Смирдина» (1929), где ему принадлежат главы о лубочной литературе и книжной торговле в XVIII веке.
Сотрудничал с журналом «Новый ЛЕФ». С 1931 года, на протяжении многих лет, работал над монографией по истории русской лубочной литературы, которую так и не завершил. Подавал заявки на неё в издательства «Academia» (1932) и «Изогиз» (1936). Писал повесть о скоморохах.
В 1933 году был арестован, в 1933—1936 годах находился в ссылке в Коми АССР. С 1938 года учительствовал в сельских школах на севере.
В июне 1942 был мобилизован в армию и погиб в бою.

## Наследие
Архив М. Никитина был в 1972 году обнаружен Н. Харджиевым в северной деревне и сдан им на хранение в Государственный литературный музей.

## Издания
- Гриц Т., Тренин В., Никитин М. Словесность и коммерция / Под ред. В. Б. Шкловского и Б. М. Эйхенбаума. — М.: Федерация, 1929. (переизд.: М.: Аграф, 2001)
- Повесть о занимательных приключениях беглого монаха Яна. — Л., 1931. (под псевдонимом М. Левшин)
- К истории изучения русского лубка // Советское искусствознание. — 1986. — Вып. 20. — С. 399—419.